# Verwaltungsgemeinschaft Hettstedt

Lage der Verwaltungsgemeinschaft Hettstedt im Landkreis Mansfeld-Südharz

In der Verwaltungsgemeinschaft Hettstedt des Landkreises Mansfeld-Südharz in Sachsen-Anhalt waren drei Gemeinden zur Erledigung ihrer Verwaltungsgeschäfte zusammengeschlossen. Nach der Eingemeindung von Ritterode und Walbeck nach Hettstedt am 1. September 2010 wurde sie aufgelöst. Zuletzt lebten dort 16.629 Einwohner (Stand: 31. Dezember 2006) auf 36,93 km². Letzter Leiter der Verwaltungsgemeinschaft war Jürgen Lautenfeld.

## Die Gemeinden mit ihren Ortsteilen
- Stadt Hettstedt mit Burgörner Altdorf
- Ritterode mit Meisberg
- Walbeck